# Microschemobrycon guaporensis
Microschemobrycon guaporensis är en fiskart som beskrevs av Eigenmann, 1915. Microschemobrycon guaporensis ingår i släktet Microschemobrycon och familjen Characidae. Inga underarter finns listade i Catalogue of Life.